# Seekonk (Massachusetts)
Seekonk es un pueblo ubicado en el condado de Bristol en el estado estadounidense de Massachusetts. En el Censo de 2010 tenía una población de 13.722 habitantes y una densidad poblacional de 284,52 personas por km².

## Geografía
Seekonk se encuentra ubicado en las coordenadas 41°50′16″N 71°19′14″O / 41.83778, -71.32056. Según la Oficina del Censo de los Estados Unidos, Seekonk tiene una superficie total de 48.23 km², de la cual 47.58 km² corresponden a tierra firme y (1.34%) 0.64 km² es agua.

## Demografía
Según el censo de 2010, había 13.722 personas residiendo en Seekonk. La densidad de población era de 284,52 hab./km². De los 13.722 habitantes, Seekonk estaba compuesto por el 95.16% blancos, el 1.07% eran afroamericanos, el 0.22% eran amerindios, el 1.21% eran asiáticos, el 0.01% eran isleños del Pacífico, el 0.95% eran de otras razas y el 1.37% pertenecían a dos o más razas. Del total de la población el 1.83% eran hispanos o latinos de cualquier raza.